# Jure Sešek
Jure (Jurij) Sešek, slovenski radijski in televizijski voditelj, igralec in glasbenik, 21. marec 1971, Slovenija.

## Življenjepis
Že dolga leta deluje kot moderator na Radiu Ognjišče, kjer poleg dnevnega programa vodi in ustvarja še nekatere oddaje, med njimi Sobotno iskrico. Je ljubiteljski igralec v Poletnem gledališču Studenec, igra tudi v slovenskih muzikalih (Mamma mia!) ter poje v Vokalni skupini Krila. Poznamo ga tudi kot povezovalca prireditev in koncertov.
Je poročen in oče treh sinov, najstarejši sin Luka je pevec.